# Liste der Monuments historiques in Fravaux
Die Liste der Monuments historiques in Fravaux führt die Monuments historiques in der französischen Gemeinde Fravaux auf.

## Liste der Objekte
| Bezeichnung | Beschreibung                                 | Standort                        | Kennzeichnung | Schutzstatus | Datum | Bild |
| ----------- | -------------------------------------------- | ------------------------------- | ------------- | ------------ | ----- | ---- |
| Wandgemälde | aus dem 14. Jahrhundert; vermutlich übermalt | in der Kirche St-Laurent (Lage) | PM10000854    | Classé       | 1913  |      |